# William Kirby
William Kirby (19. září 1759 Witnesham – 4. července 1850 Barham) byl anglický entomolog, člen Linného a Královské společnosti. Často je také označován jako zakladatel nebo otec entomologie.

## Život a kariéra
Kirby se narodil v roce 1759 v Suffolku. Studoval jak ve svém rodišti, tak v Cambridge a promoval v roce 1781. V roce 1782 se přestěhoval do odlehlé fary u Barhamy v Sulffolku, kde žil až do své smrti.
Kirbyho učitelem přírodopisu byl Dr. Nicholas Gwynn, který ho později (v roce 1791) seznámil s Jamesem Edwardem Smithem, který se na Kirbyho obrátil i při hledání rad pro založení Přírodovědného muzea v Ipswichu.
Kirbyho první kniha, Monographia Apum Angliae (1802), je prvním anglickým vědeckým pojednáním, které se zabývá studiem včel a které inspirovalo řadu přírodovědců i v zahraničí. V roce 1808 začal zpracovávat další dílo, Introduction to Entomology (Úvod do entomologie), které vydal ve čtyřech svazcích mezi lety 1815–1826 a na kterém spolupracoval společně Williamem Spencem. V této knize také razil několik nových zoologických termínů, např. mimikry. Jeho dalším významným dílem je zejména The History, Habits, and Instincts of Animals (1835) a Account of the Animals seen by the late Northern Expedition while within the Arctic Circle (1821).